# 劉學曾
劉學曾（1554年—1613年），字唯一，號如野，河南汝寧府光州光山縣人，民籍，明朝政治人物。

## 生平
萬曆元年（1573年）癸酉科河南鄉試第五十一名，萬曆八年（1580年）庚辰科會試第一百二十二名，登三甲第一百三十八名進士。吏部觀政，萬曆八年（1580年）任直隸曲周縣知縣，丁憂归乡。十三年复除长垣县，十五年升吏部主事，十六年主考福建乡试，十七年调文选司，十八年升员外郎，调考功司，调文选司，养病。二十一年补考功司，本年升郎中，二十二年调考功司，本年调文选司，丁憂归乡。二十六年四月考察调用。二十八年补礼部郎中，三十二年升南京光禄寺少卿，三十四年正月升應天府丞，本年养病。三十九年起顺天府丞，四十年四月升大理寺左少卿，七月升都察院右佥都御史、巡抚保定，四十一年卒于官，赐祭葬。

## 家族
曾祖劉秀；祖父劉世英；父劉芳，曾任儒官。母余氏。